# Jéhan Buhan
Jéhan Marie Eric Joseph Buhan (* 5. April 1912 in Bordeaux; † 14. September 1999 ebenda) war ein französischer Florettfechter, der drei olympische Goldmedaillen und drei Weltmeistertitel gewann.
Buhan gewann bei den Fechtweltmeisterschaften 1938 mit der französischen Florett-Equipe die Silbermedaille. Nach der Unterbrechung durch den Zweiten Weltkrieg fand 1947 in Lissabon die erste Nachkriegsweltmeisterschaft statt. Buhan gewann zwei Goldmedaillen: Zusammen mit André Bonin, René Bougnol, Christian d’Oriola und Adrien Rommel siegte er in der Florett-Mannschaftswertung und zusammen mit Édouard Artigas, Marcel Desprets, Henri Guérin, Henri Lepage und Michel Pécheux gewann er die Degen-Mannschaftswertung.
Bei den Olympischen Spielen 1948 in London trat Buhan nur mit dem Florett an. Die Mannschaft mit André Bonin, René Bougnol, Jehan Buhan, Jacques Lataste, Christian d’Oriola und Adrien Rommel gewann die Goldmedaille vor den Italienern, im Einzel siegte Buhan vor Christian d’Oriola.
1949 gewann Buhan mit der Florett-Mannschaft WM-Silber. Im Jahr darauf bei der Weltmeisterschaft in Monte Carlo erfocht Buhan drei Silbermedaillen. Sowohl mit der Florett-Equipe als auch mit der Degen-Equipe unterlag er der italienischen Mannschaft, im Florett-Einzel verlor er gegen den Italiener Renzo Nostini. 1951 in Stockholm siegte er zusammen mit René Bougnol, Christian d’Oriola, Jacques Lataste, Claude Netter und Adrien Rommel im Florett-Mannschaftswettbewerb, in der Einzelwertung erhielt er als bester Franzose Bronze hinter den Italienern Manlio Di Rosa und Edoardo Mangiarotti.
Mit 40 Jahren bestritt Buhan bei den Olympischen Spielen 1952 in Helsinki sein letztes großes Turnier. Er belegte den fünften Platz in der Einzelwertung. Zusammen mit Jacques Lataste, Claude Netter, Jacques Noël, Christian d’Oriola und Adrien Rommel siegte er in der Mannschaftswertung und gewann seine dritte olympische Goldmedaille.